# Dorylus vishnui
Dorylus vishnui é uma espécie de formiga do gênero Dorylus.